# Палоносетрон
Палоносетрон (англ. Palonosetron, лат. Palonosetronum) — лікарський препарат, який є похідним ізохіноліну, що застосовується для лікування захворювань травної системи, який є стимулятором виключно серотонінових рецепторів. Палоносетрон застосовується як перорально, так і парентерально.

## Фармакологічні властивості
Палоносетрон — синтетичний лікарський засіб, який є похідним ізохіноліну. Механізм дії препарату полягає у блокуванні як центральних, так і периферичних, серотонінових рецепторів 5-HT3, наслідком чого є гальмування блювотного рефлексу, що призводить до зменшення або усунення післяопераційної нудоти та блювання. Палоносетрон переважно застосовується для лікування післяопераційної нудоти і блювання, а також нудоти і блювання, які спричинені цитотоксичною хімієтерапією та променевою терапією. Препарат застосовується переважно внутрішньовенно, у комбінації з інгібітором субстанції P рецепторів нейрокініну NK1 нетупітантом. Згідно з даними клінічних досліджень, при застосуванні палоносетрону спостерігається менше побічних ефектів, зокрема з боку серцево-судинної системи, ніж при застосуванні інших селективних блокаторів серотонінових рецепторів, зокрема ондансетрону.

### Фармакокінетика
Палоносетрон повільно та добре всмоктується після перорального застосування, біодоступність препарату складає 97 % при пероральному застосуванні. При внутрішньовенному введенні палоностетрону біодоступність складає 100 %. Максимальна концентрація препарату в крові досягається протягом 5,1—5,9 годин після перорального прийому препарату. Палоносетрон у помірній кількості (на 62 %) зв'язується з білками плазми крові. Препарат метаболізується в печінці з утворенням неактивних метаболітів. Виводиться палоносетрон із організму з сечею у вигляді метаболітів. Період напіввиведення препарату при пероральному застосуванні у середньому становить 37 годин, в осіб із злоякісними пухлинами становить 48 годин, при внутрішньовенному застосуванні період напіввиведення палоносетрону становить 40 годин.

## Показання до застосування
Палоносетрон застосовується для лікування післяопераційної нудоти і блювання, а також нудоти і блювання, які спричинені цитотоксичною хімієтерапією та променевою терапією.

## Побічна дія
При застосуванні палоносетрону спостерігається наступні побічні ефекти:
- Алергічні реакції — шкірний висип,, свербіж шкіри кропив'янка, алопеція, гарячка.
- З боку нервової системи — головний біль, запаморочення, сонливість або безсоння, підвищена втомлюваність, парестезії, гіпестезія, зміна настрою, психоз, розмитість зору, кон'юнктивіт, вертиго.
- З боку травної системи — діарея або запор, метеоризм, біль у животі, сухість у роті, гикавка, погіршення апетиту.
- З боку серцево-судинної системи — аритмії, артеріальна гіпотензія або гіпертензія, біль у грудній клітці, подовження інтервалу QT, AV-блокада, приливи крові, варикозне розширення вен.
- Інші побічні ефекти — затримка сечі, біль у суглобах, болючість та припікання в місці введення препарату.
- Зміни в лабораторних аналізах — лейкопенія, нейтропенія, лейкоцитоз, лімфоцитоз, гіпокаліємія, гіперкаліємія, підвищення активності амінотрансфераз, гіпокальціємія, гіперглікемія. підвищення рівня білірубіну в крові, глюкозурія, метаболічний ацидоз.

## Протипокази
Палоносетрон протипоказаний при підвищеній чутливості до препарату, при вагітності та годуванні грудьми, особам віком до 18 років.

## Форми випуску
Палоносетрон випускається у вигляді 0,05 % розчину для ін'єкцій у ампулах по 1,5 і 5 мл. У комбінації з нетупітантом випускається у вигляді желатинових капсул по 0,5 мг палоносетрону та 300 мг нетупітанту.